# To the Moon
To the Moon je РПГ Авантура видео игра развијена и објављена 2011 од стране Freebird Games. То је четврта по реду видео игра од канађанског дизајнера-композитора Кан "Reives" Гао-а и прва комерцијална производња његовог инди игри издавачког тима Freebird Games, која је направљена помоћу RPG Maker XP енџина. To the Moon је оригинално објављена на веб-сајту дизајнера и многим веб-сајтовима за дигитално скидање када је касније објављена на Стиму за Microsoft Windows 1. новембра 2011. 7. јануара 2014 игрица је долазила у склопу Humble Indie Bundle X, и била је омогућена за OS X и Linux.
To the Moon је номинована за многе награде, и изгласана је за најбољи инди РПГ за 2011.

## Играње
To the Moon је направљена помоћу RPG Maker XP енџина, који се користи да се направе 16-битне 2D игрице за играње улога, у стилу Dragon Quest или Final Fantasy. Међутим, за разлику од уобичајеног РПГ-а, To the Moon нема систем борбе (поред шале на почетку игре), систем за инвентар или систем за прављење групе. Фокус игрице, базирајући се највише на причу, је решавање загонетки, тумачење информација из живота пацијента, и налажење начина како да се приступи његовим дубљим сећањима.
Играње је првобитно о истраживању Џонијевих сећања да би играч нашао значајне предмете и сакупљао енергију из њих да би ојачао сећање и повезао се за даље, од Џонијеве старости уназад до његовог детињства. Повремено, играч ће морати да истражује Џонијеву кућу и околину за одређене трагове ако не може да сакупи довољно енергије од неког сећања, или уколико не зна како да настави до следећег.
Чим се сви предмети сакупе и играч је видео сва сећања, може да повеже одређене предмете који се налазе у два различита сећања да би се слободно кретао између њих. У овом тренутку, играч може да почне да утиче на сећања, мењањем људи, предмета и дешавања у околини, да би учинио да Џони верује да је испунио свој сан путовања на Месец.

## Заплет
корпорација користи технологију која може да направи вештачко памћење. Они нуде ово као "остварење жеља" услугу људима на њиховој самртној постељи. Пошто се ова вештачка сећања сукобљавају са пацијентовим правим сећањима, процедура је једино легална на људима којима је остало мало времена до краја живота.
Запослени Sigmund корпорације Др. Eva Розалин и Др. Нил Вац имају задатак остварења животног сна умирућег Џонија Вајлса. Џони жели да одлети на Месец, иако не зна зашто. Доктори морају себе да "убаце" у интерактивни скуп његових сећања и путују уназад кроз његов живот путем успомена. Сваким скоком на битан тренутак Џонијевих сећања, уче више о њему и шта је довело до тренутне позиције у његовом животу, укључујући његов веома несрећни брак до љубави из детињства, Ривер. Након достизања до детињства, доктори покушају да убаце његову жељу да одлети на Месец. Наводно, Џонијев ум ће да створи нова сећања заснована на тој жељи, и Џони ће умрети верујући да је живео без кајања ни за чим.
Међутим, Џонијев ум не ствара нова сећања као што је планирано. Др. Вац и Др. Розалин mорају да реше проблем да испуне Џонијеву последњу жељу путовања на Месец.

### Крај
Својевремено, открива се да су се Џони и Ривер упознали као деца на карневалу. Гледали су у ноћно небо и измислили сазвежђе: зец чији је стомак месец. Њих двоје су се договорили да се нађу на истом месту следеће године, где Џони обећава да уколико заборави или се изгуби, да ће њих двоје се "састати на Месецу". Те ноћи, Џони даје Ривер играчку кљунара коју Ривер чува до краја живота. Убрзо затим, Џонијев брат близанац Џои је убијен у несрећи. Џонијева мајка му даје бета блокаторе да изазове губитак памћења трагичног догађаја, тако изазивајући да он заборави његов сусрет са Ривер. Он касније њу поново упознаје и након неког времена жени. Ривер тек касније увиђа да је он заборавио њихов сусрет на карневалу. (Џони признаје да јој је пришао у школи зато што је била другачија и открива да је мислио да је то њихов први сусрет) Ривер, дијагностикована тек као одрасла са Аспергеровим синдромом (иако никад директно признато, игрица упућује на Тони Атвуда, који је написао бројне књиге о Аспергеровом синдрому), није рекла Џонију директно о њиховом првом сусрету; уместо тога, она је покушавала да индиректно пробуди његова сећања тако што је скратила њену косу и правила зеке од папира, укључујући једног у две боје који представља сазвежђе које су измислили током њиховог првог сусрета, заједно са плаво-жутом хаљином коју је носила на венчању. Ривер није успела да учини да се Џони сети пре него што је умрла, и он је остављен са дуготрајним осећајем кривице и необјашњивом жељом да одлети на Месец.
У садашњости, Др. Розалин и Др. Вац коначно усађују низ сећања где Џои није убијен и постаје популаран писац, и где Џони није упознао Ривер док нису почели да раде заједно у Наси. Док комиран, Џони у стварности почиње да умире и замишља задатак где путује на Месец са Ривер. Током лансирања, Ривер пружа руку ка њему. Месец се појављује кроз прозор на броду, и Џони хвата њену руку док његов кардиограф приказује равну линију.
У епилогу, Џони и Ривер се венчају, саграде и пензионишу се у кући где су Џони и Ривер у стварности живели. Током дешавања у реалном времну, Др. Розалин и Др. Вац гледају у Џонијев гроб, који је постављен суседно од Ривер. Откривају играчу да је Џони у свом тестаменту оставио кућу својој пазитељки, Лили. Др. Розалин добија позив на мобилни, и заједно са Др. Вацом иде ка следећем пацијенту. Док Др. Вац се окреће да крене, застаје и екран на кратко затрепери црвено, на исти начин као што се дешавало кад Џони осети бол. Др. Вац узима неке лекове против болова и наставља даље.

## Развој и излазак

### Преводи
Постоје преводи које су писали обожаваоци игрице — подржани језици су: кинески, немачки, италијански, шпански, француски, пољски, руски, бразилско португалски, вијетнамски, холандски и турски.

### Наставак
22. августа 2012, Freebird Games објављује наставак To The Moon игрице. Овог пута ће бити о другом пацијенту; међутим, неки познати ликови ће постојати, као Др. Вац и Др. Розалин. Такође су најавили још једну кратку причу у низу која ће бити објављена пре самог наставка, која може да се схвати као увод у другу епизоду (иако се ова прича одвија у време пре Др. Вац и Др. Розалин). Поред тога је потврђено да ће главна личност у овој причи бити пацијент у другом делу To The Moon игрица. Назив ове кратке приче је A Bird Story. Игрица је планирана да се објави касне 2013, али је убрзо промењено у "Долази ускоро". 12. августа 2014, објављено је од стране Freebird Games да ће игрица A Bird Story бити доступна 5. новембра 2014 путем дигиталних дистрибутора Стим, GOG.com и других. На крају A Bird Story, на екрану се приказује да ће овај дечак бити пацијент у To the Moon наставку, под називом Finding Paradise. Игрица је планирана да се објави крајем 2016 или почетком 2017.

#### Мини епизоде
За скидање је омогућена прва мини епизода која је објављена 31. децембра 2013, и као самостална игрица и као део Стим и GOG.com издања. Ова епизода се фокусира на Др. Розалин и Др. Вац и приказује прославу за празник у канцеларијама Sigmund корпорације и траје око 20 минута.
Друга мини епизода је објављена 18. фебруара 2015. Траје исто колико и прва и наставља причу.

### Музика
Песме са албума To the Moon су хваљене од стране многих критичара. Налази се једна песма од Лара Шигихаре ("Everything's Alright") која је главна тема игрице, док је остатак компоновао Кан Гао. Албум је објављен 4. новембра 2011 на Bandcamp, и од касне 2014 могуће је преко Стима да се скине као додатан садржај. На албуму се налази 31 нумера са укупним трајањем од 53:05 минута. Албум такође може да се пронађе на Јутјубу, и неке песме имају преко милион прегледа.
| №   | Назив                                          | Трајање |  |
| 1.  | To the Moon — Main Theme                       | 04:56   |  |
| 2.  | Between a Squirrel and a Tree                  | 01:18   |  |
| 3.  | Spiral of Secrets                              | 01:06   |  |
| 4.  | For River — Piano (Sarah & Tommy's Version)    | 02:58   |  |
| 5.  | Bestest Detectives in the World                | 01:15   |  |
| 6.  | Too Bad So Sad                                 | 00:08   |  |
| 7.  | Teddy                                          | 00:42   |  |
| 8.  | Uncharted Realms                               | 01:08   |  |
| 9.  | Having Lived                                   | 01:21   |  |
| 10. | Moonwisher                                     | 02:10   |  |
| 11. | Born a Stranger                                | 01:41   |  |
| 12. | For River — Piano (Johnny's Version)           | 01:39   |  |
| 13. | Lament of a Stranger                           | 01:05   |  |
| 14. | Everything's Alright (Music Box)               | 00:40   |  |
| 15. | Moongazer                                      | 02:15   |  |
| 16. | Anya by the Stars                              | 02:15   |  |
| 17. | Take Me Anywhere                               | 00:59   |  |
| 18. | Warning (AKA best track ever)                  | 00:09   |  |
| 19. | Beta-B                                         | 01:06   |  |
| 20. | World's Smallest Ferris Wheel                  | 00:35   |  |
| 21. | Once Upon a Memory                             | 02:25   |  |
| 22. | Once Upon a Memory (Piano)                     | 01:35   |  |
| 23. | Laura Shigihara — Everything's Alright         | 03:25   |  |
| 24. | Everything's Alright (Reprise)                 | 00:58   |  |
| 25. | Tomorrow                                       | 02:10   |  |
| 26. | Launch                                         | 01:57   |  |
| 27. | To the Moon — Piano (Ending Version)           | 05:15   |  |
| 28. | Eva's Ringtone                                 | 00:04   |  |
| 29. | Trailer Theme — Part 1                         | 01:43   |  |
| 30. | Trailer Theme — Part 2 (feat. Laura Shigihara) | 01:49   |  |
| 31. | Trailer Theme — Part 2 (Instrumental)          | 02:00   |  |

## Пријем
To the Moon је добио позитивне критике које хвале причу и музику. Игрица има просечну оцену 81 од 100 на Metacritic, и 81.53% на GameRankings.
Током GameSpot доделе награда 2011, To the Moon је освојио "Best Story" награду, против Catherine, Ghost Trick: Phantom Detective, Portal 2, и Xenoblade Chronicles. који су се такође такмичили у истој категорији. To the Moon је номинован у категоријама "Best Music", "Most Memorable Moment", "Best Writing/Dialogue", "Best Ending", и "Song of the Year".